# Lucius Cornificius (Konsul 35 v. Chr.)
Lucius Cornificius war ein in der 2. Hälfte des 1. Jahrhunderts v. Chr. lebender Angehöriger des römischen Plebejergeschlechts der Cornificier. Er war ein Anhänger und Feldherr Octavians (des späteren Kaisers Augustus) sowie 35 v. Chr. Konsul.

## Leben
Der Vater von Lucius Cornificius führte ebenfalls das Pränomen Lucius und ist wohl mit dem gleichnamigen Ankläger des Titus Annius Milo im Jahr 52 v. Chr. identisch.
Lucius Cornificius wird erstmals 43 v. Chr. erwähnt. Nachdem der junge Octavian im August dieses Jahres mit seinen Legionen gegen Rom marschiert war und staatsstreichartig die Macht in der Hauptstadt übernommen hatte, ließ er den Mördern seines Großonkels und Adoptivvaters Gaius Iulius Caesar in deren Abwesenheit den Prozess machen, wobei Cornificius – wohl als Volkstribun – die Rolle des Anklägers des Marcus Iunius Brutus übernahm.
Später zeichnete sich Cornificius, möglicherweise in der Stellung eines Legaten, als Flottenbefehlshaber Octavians in dessen Krieg gegen Sextus Pompeius aus. Anfang 38 v. Chr. geleitete er eine Flotte von Ravenna nach Tarent und übergab dort Octavian das Oberkommando. Dieser führte die Flotte weiter nach Rhegium, wurde dann aber in der Straße von Messina von einem nach einer Seeschlacht bei Cumae nach Sizilien gesegelten pompeianischen Geschwader, das unter dem Befehl des Demochares und Apollophanes stand, attackiert und heftig bedrängt. Während Octavian sich ungeschickt defensiv verhielt, griff Cornificius, ohne dafür ausdrückliche Order erhalten zu haben, die feindliche Flotte an und eroberte das Flaggschiff des Demochares. Insgesamt musste Octavian aber dennoch eine schwere Niederlage einstecken, und nur die Ankunft der ebenfalls von Cumae herbeigesegelten Flotte des Gaius Calvisius Sabinus und Menodoros verhinderte die völlige Vernichtung seiner Schiffe.
Im August 36 v. Chr. konnte Octavian im zweiten Anlauf drei Legionen nach Sizilien übersetzen und bei Tauromenium an Land bringen. Er wurde aber bald von Sextus Pompeius zu Land und zu Wasser attackiert, erlitt mit seiner Flotte eine erneute schwere Niederlage und vermochte sich nur mit Mühe an die italische Festlandsküste zu retten. Cornificius befehligte inzwischen die bei Naxos auf Sizilien zurückgebliebenen Truppen Octavians. Er hatte die Verbindung zu seinem Vorgesetzten verloren und war von gegnerischen Heeren umgeben. Dennoch behielt er die Übersicht und zog mit seinen Soldaten, die beständig unter Wassermangel, Hunger und feindlichen Angriffen litten, über die heißen Lavafelder des Ätna, bis er mit seinen Männern nach einigen Tagen die bei Tyndaris gelandeten Truppen Agrippas erreichte und so gerettet war.
Als Lohn für seine Verdienste wurde Cornificius u. a. dadurch geehrt, dass er in Rom, wenn er auswärts gespeist hatte, auf einem Elefanten nach Hause reiten durfte. Ferner erhielt er 35 v. Chr. das Konsulat. Als Prokonsul verwaltete er dann Africa und konnte 32 v. Chr. einen Triumph ex Africa abhalten. Wie andere Offiziere des Augustus musste er später aus seiner Schatulle zur Verschönerung Roms durch die Errichtung öffentlicher Bauten beitragen; so restaurierte er das auf dem Aventin gelegene und künftig seinen Namen tragende Heiligtum der Göttin Diana.